# Projet d'infrastructures routières en France
Le projet d’infrastructures routières ou simplement projet routier est à la fois un processus comprenant des études diverses, la mobilisation de différents acteurs et une concertation avec le public, qui, après validation des autorités compétentes sur le réseau routier concerné, permet de construire une infrastructure routière nouvelle ou d’aménager une infrastructure existante, mais c'est aussi l'ensemble des documents permettant de construire ladite-infrastructure et la réalisation des travaux de construction proprement dits.
En France, les études successives des projets routiers ont des portées et des objectifs différents et adaptés aux problématiques propres à chaque niveau de définition et se composent en général des niveaux suivants : étude de liaison nouvelle, étude préliminaire, étude d’avant-projet sommaire (APS),  étude de projet,  projet en phase de réalisation, projet en phase d’exploitation. 

## Notion de projet d'infrastructure routière

### Notion de projet
L’article L122-1 du code de l’environnement définit la notion de projet comme la réalisation de travaux de construction, d’installations ou d’ouvrages, ou d’autres interventions dans le milieu naturel ou le paysage, y compris celles destinées à l'exploitation des ressources du sous-sol.

### Particularités des projets d'infrastructures routières
Ces projets sont essentiellement marqués par leur impact sur l'environnement. Il s'agit de nouvelles routes, autoroutes, mais aussi de modernisation d'itinéraires, de création de nouveaux points d'échange (carrefours, giratoires, échangeurs…). Si une majorité de citoyens est utilisatrice de la route, la même majorité envisage plus difficilement le passage d'une rocade dans le fond de son jardin. C'est le phénomène Nimby (Not in my back yard).
L'exigence sociale a aussi évolué, des groupes de pression se sont développés dans tous les domaines : l'environnement d'abord, mais aussi des associations de défense de quartier, ou des thématiques plus précises comme la défense de certains oiseaux, reptiles, chiroptères…
La détermination des solutions dépend aussi de la prise en compte des contraintes d'environnement de toutes sortes. 
À la genèse d'un projet, existent un besoin, un problème, un changement de situation. Il est essentiel de connaître la situation initiale, c'est l'environnement du projet. Il s'agit du contexte, ses dimensions en sont économique, environnementale, politique, sociale. La première des étapes d'un projet, que prend en charge la gestion de projet, est la connaissance de ce contexte.

## Histoire
Pendant très longtemps le projet routier reste l’apanage des autorités de l’État et particulièrement de l’administration des Ponts et Chaussées, se cantonnant à des aspects techniques. Trois grandes tendances vont introduire une profonde mutation des projets routiers, particulièrement dans la deuxième moitié du XXe siècle : la décentralisation, la prise en compte de l’environnement et la participation du public à l’élaboration des projets.

### Décentralisation
Depuis la création du corps des Ponts et Chaussées sous Louis XV, avec en particulier une école assurant à ses ingénieurs une formation uniforme, l’organisation administrative reste inchangée jusqu'au début du XIXe siècle. La construction des routes reste une affaire de l’État.

#### XIXesiècle– ébauche de décentralisation
Le 28 juillet 1824, une loi conﬁe aux communes la charge de l’entretien des chemins vicinaux. Cette loi, sans grand effet, est suivie de la loi du 21 mai 1836, dite loi Thiers-Montalivet, qui donne un statut à la voirie rurale et marque la naissance du service vicinal. Elle distingue les chemins vicinaux de grande communication, reliant plusieurs communes, et les chemins vicinaux de moindre importance qui vont prendre le nom de chemins vicinaux ordinaires. Le texte évoque le cas particulier de chemins qui, sans être aussi importants que ceux classés en grande communication, servent cependant à plusieurs communes. Ceux-ci sont dénommés chemins d'intérêt collectif, puis, à partir de 1847, chemins d'intérêt commun. Comme pour la loi de 1824, ces chemins vicinaux doivent être entretenus obligatoirement par des prestations,.
La loi du 10 août 1871 sur les conseils généraux les érige en collectivités territoriales et leur donne compétence sur le classement et la direction des routes départementales, ainsi que sur la désignation des services chargés de leur construction et de leur entretien. Les départements ont ainsi la possibilité de ne pas faire appel aux services de l’État. Les départements disposent donc désormais leur propre corps d’ingénieurs qui côtoie celui du des Ponts et Chaussées. Les techniques routières sont rodées : le macadam comme technique principale et le pavage d’échantillons à éléments rectangulaires, employé pour les routes à grand trafic, comme technique secondaire. Les projets restent très techniques.

#### XXesiècle- Reconcentration
Peu à peu les départements prennent l’habitude de demander aux ingénieurs de l’État de se charger aussi du service vicinal : cinquante d’entre eux, en 1930, avaient ainsi unifié leur service de voirie. Cette fusion devient ainsi légale en 1940 de sorte que toutes les routes de France, des routes nationales et des autoroutes aux plus petits chemins, sont du ressort exclusif du service des Ponts et chaussées. Par ailleurs, afin de donner une formation uniforme à ses cadres subalternes le service des Ponts et chaussées créé, en 1954, l’École des ingénieurs des travaux publics de l’État. Cette reconcentration s’achève avec la création en 1966 du Ministère de l’Équipement et des Directions départementales de l’Équipement . Cette unité technique, réalisée dans de rares pays, est très efficace et permet des progrès incontestables et des économies énormes en clarifiant la gestion et en obligeant les entreprises de travaux publics à se concentrer. Elle facilite considérablement la diffusion des progrès techniques. Mais le revers de cette concentration et l’absence de réel pouvoir d’intervention  des élus dans les projets qui sont aux mains des ingénieurs de l’État et des préfets.

#### À partir de 1982, plusieurs vagues de décentralisation
La loi de décentralisation du 2 mars 1982, dite « loi Defferre », marque une rupture politique en reconnaissant aux conseils généraux le plein exercice de leurs attributions, dont font partie la construction et l'exploitation du réseau routier départemental. Elle est suivie par les lois des 7 janvier et 22 juillet 1983 qui détaillent les transferts de compétence et prévoient le transfert de la maîtrise d’ouvrage, de l’entretien, de la gestion et de l’exploitation des routes départementales aux départements. Les 88 650 agents qui travaillent dans les services déconcentrés de l'Équipement sont alors directement impactés et une partie d'entre eux rejoint les nouveaux services routiers départementaux. Cette multiplication des acteurs va conduire les services de l’Etat à se réorganiser, avec en particulier la loi du 6 février 1992 relative à l’administration territoriale de la République (ATR) et le décret du 1er juillet 1992 portant charte de la déconcentration qui charge les services déconcentrés de la mise en œuvre des politiques européenne et nationale sur le plan territorial. La majorité des services déconcentrés sont placés sous la direction du préfet (régional ou départemental), hormis certains (éducation nationale, justice, services. Dans ce nouveau cadre, une directive du 27 octobre 1987 définit les modalités d'établissement et d'instruction des dossiers techniques concernant la construction et l'aménagement des autoroutes concédées suivie en novembre 1991 d'une circulaire définissant les modalités d'élaboration et d'instruction des avant-projets sommaires d'itinéraires (APSI) puis le circulaire du 5 mai 1994 définit les modalités d’élaboration, d’instruction et d’approbation des projets routiers sur le réseau national non concédé, qui va longtemps servir de modèle à l’élaboration des projets sur le réseau routier départemental . Une nouvelle étape intervient avec la loi du 18 décembre 2003 qui transfère aux départements une grande partie de la voirie routière nationale ainsi que, en 2006, du personnel qui s'en occupaient. 
Parallèlement à ce mouvement décentralisateur le paysage politique local se restructure avec la montée en puissance des intercommunalités : création des communautés d'agglomération et communautés urbaines en 1999,  la métropole et le pôle métropolitain en 2010. Dans ce cadre, la compétence voirie est fréquemment transférée aux communautés. Ce transfert de compétences est de plein droit pour les syndicats d'agglomération nouvelle, les communautés urbaines et les métropoles et optionnel pour les communautés de communes et les communautés d’agglomération. En 2016, 68 % d’entre elles étaient ainsi compétentes en matière de « création, entretien et aménagement de la voirie ». Dans les communautés de communes et d’agglomération, le législateur a permis la définition d’une voirie d'intérêt communautaire, mais de plus en plus d'intercommunalités prennent les compétences pour la totalité des voies de leur territoire,. De ce fait le nombre d'acteurs susceptibles de participer aux projets routiers se multiplie.

### Prise en compte de l’environnement dans les projets

#### Loi de 1976: référence pour la protection de la nature
La loi n° 76-629 du 10 juillet 1976 relative à la protection de la nature inscrit pour la première fois, en droit français, la nécessité d’une étude préalable (étude d’impact) permettant d’apprécier les conséquences sur l’environnement de la réalisation d’aménagements ou d’ouvrages qui, par l’importance de leurs dimensions ou leurs incidences sur le milieu naturel, peuvent porter atteinte à celui-ci. Cette nouvelle procédure a généré un important contentieux car les associations ont vite compris le parti qu’elles pouvaient en tirer. Par la suite, les aménageurs ont intégré cette exigence législative en faisant les études d’impact.

#### Directives européennes
Si la France a été ainsi l’une des premières en Europe à introduire la nécessité de faire une évaluation environnementale préalable à l’autorisation d’un projet susceptible d’avoir des incidences notables sur l’environnement, cette idée a ensuite émergé au niveau européen avec la publication de deux directives : la directive 85/337/CEE du Conseil du 27 juin 1985 concernant l’évaluation des incidences de certains projets publics et privés sur l’environnement et par la directive n° 2001/42/CE du 27 juin 2001, relative à l’évaluation des incidences de certains plans et programmes sur l’environnement, transposée initialement par l’ordonnance n° 2004-489 du 3 juin 2004 à la fois dans le code de l’environnement et dans le code de l’urbanisme.
À la suite de la publication de ces directives, le droit issu de la loi de 1976 a été remanié notamment en 2010 par : 
- l’introduction en droit national, pour certains projets, d’un examen « au cas par cas » ;
- l’introduction d’une liste des projets relevant du champ de l’évaluation environnementale ;
- l’établissement d’un lien entre « évaluation environnementale » et « enquête publique » en prévoyant que l’enquête publique est la procédure de participation du public de droit commun pour les projets faisant l’objet d’une étude d’impact.

### Participation du public dans les projets

#### 1976-1995: Environnement et information du public
Entre 1976 et 1995, trois lois fondamentales font évoluer les modalités de réalisation des enquêtes publiques associant environnement et participation du public. La loi no 76-629 du 10 juillet 1976 relative à la protection de la nature crée l’étude d'impact, ce qui permet au public de prendre connaissance des conséquences environnementales de l’ouvrage prévu. La loi Bouchardeau no 83-630 12 juillet 1983, relative à la démocratisation des enquêtes publiques et à la protection de l’environnement, réforme l’enquête publique afin de mieux informer le public et recueillir ses appréciations, ses suggestions et ses contre-propositions. En décembre 1993, un rapport sur l’évaluation de la mise en œuvre de loi Bouchardeau du 12 juillet 1983 remis au ministre de l’Environnement Michel Barnier, insiste sur le caractère trop tardif de l’enquête publique et sur la nécessité de mettre en place une instance permanente et indépendante tant de l’administration que du maître d’ouvrage, garante de la participation du public. La « loi Barnier » du 2 février 1995 relative à la protection de l'environnement pose le principe de participation du public ainsi « un débat public peut être organisé sur les objectifs et les caractéristiques principales des projets pendant la phase de leur élaboration ». Pour en garantir son organisation et la qualité de sa mise en œuvre une instance est mise en place : la Commission nationale du débat public, dont le secrétariat est assuré par le ministère chargé de l'environnement.

#### 1992: Concertation sur les grands projets nationaux
La circulaire Bianco du 15 décembre 1992, relative à la conduite des grands projets nationaux d’infrastructures, prévoit une procédure de concertation sur l’opportunité des grands projets d’infrastructures dès la conception des projets.

#### 1998-2013: Élargissement du principe de participation
Le 25 novembre 1999, le Conseil d'État adopte le rapport du groupe d’étude présidée par Nicole Questiaux redéfinissant la place de l'utilité publique et l'appréciation de l'intérêt général, notamment en y associant les collectivités territoriales. Il préconise information et concertation avec le public non seulement en amont mais tout au long du processus de décision et en proposant de transformer la CNDP en une instance indépendante, garante du bon déroulement du débat public.
La loi relative à la démocratie de proximité 27 février 2002 intègre, conformément aux dispositions de la convention d'Aarhus, un nouveau chapitre intitulé « Participation du public à l’élaboration des projets d’aménagement ou d’équipement ayant une incidence importante sur l’environnement ou l’aménagement du territoire ». 
En 2007, le Grenelle de l'environnement instaure un grand débat national, qui mobilise des milliers d'acteurs, sur la base d'un travail réalisé par des personnalités réunies par le Ministère de l'Écologie, produisant plus de 1000 propositions. 
En 2010, la loi portant engagement national pour l'environnement dite loi Grenelle II modifie le fonctionnement de la Commission nationale du débat public.
La loi no 2012-1460 du 27 décembre 2012 prévoit, à titre expérimental, dans le cadre des consultations organisées sur certains projets de décrets et d’arrêtés ministériels en application de l'article L.120-1 du code de l'environnement, d'une part, d'ouvrir au public la possibilité de consulter les observations présentées sur le projet de texte au fur et à mesure de leur dépôt, et, d'autre part, de confier à une personnalité qualifiée, désignée par la CNDP, la rédaction de la synthèse des réactions du public. Par un décret  du 27 décembre 2013, le Gouvernement poursuit ses efforts et met en œuvre les dispositions de l’article 3 de la loi du 27 décembre 2012, qui organise un dispositif de consultation du public expérimental.

## Acteurs d'un projet routier
Un projet associe un ensemble d'acteurs directement ou indirectement concernés, ils peuvent être moteurs, décideurs, mais aussi opposants. Il s’agit de :

### Maîtrise d’ouvrage
C'est l'initiateur du projet et celui qui le commande, il n'étudie pas le projet, mais par contre il doit en connaître les fonctions, les objectifs. Il définit donc le programme. Le maître de l'ouvrage définit dans le programme les objectifs de l'opération et les besoins qu'elle doit satisfaire, ainsi que les contraintes et exigences de qualité sociale, urbanistique, architecturale, fonctionnelle, technique et économique, d'insertion dans le paysage et de protection de l'environnement, relatives à la réalisation et à l'utilisation de l'ouvrage.
Le maître d’ouvrage peut être public ou privé. En ce qui concerne les maîtres d’ouvrages publics, leur exercice est encadré en France par la loi n°85-704 du 12 juillet 1985 définissant la maîtrise d’ouvrage publique et ses relations avec la maîtrise d’œuvre privée. Il s’agit essentiellement de :
- l'État et ses établissements publics ;
- les collectivités territoriales, leurs établissements publics, les établissements publics d'aménagement de ville nouvelle ;
- les organismes privés mentionnés à l'article L. 64 du code de la sécurité sociale, ainsi que leurs unions ou fédérations ;
- les organismes privés d'habitations à loyer modéré ainsi que les sociétés d'économie mixte, pour les logements à usage locatif aidés par l'État et réalisés par ces organismes et sociétés.

### Maîtrise d’œuvre
C'est l'entité qui étudie le projet sur la base du programme et se charge de sa mise en œuvre. Lorsqu'il s'agit de travaux, la maîtrise d'œuvre prend en charge le contrôle de l'exécution des travaux. La mission de maîtrise consiste à apporter une réponse architecturale, technique et économique au programme. 

Le programme est une prérogative de la maîtrise d'ouvrage. Les maîtres d’œuvre n'ont donc pas à élaborer ni modifier le programme, qui n'entre pas dans leur domaine d'intervention.

### Partenaires
Il peut s'agir de cofinanceurs, mais aussi de personnes publiques concernées par le projet (administrations, collectivités locales…).

### Usagers
Ce sont les bénéficiaires du projet, lorsqu'il s'agit d'un ouvrage public.

### Public
C'est l'ensemble des personnes qui constituent l'environnement humain du projet.

## Étapes d'un projet routier

### Les études préalables en infrastructure routière
La particularité de la route est son caractère linéaire et ses conséquences sur des milieux de natures totalement différentes. On peut les inventorier avec un minimum de bon sens. Le domaine foncier pris au sens large est le premier touché. La route interagit avec les zones urbaines, qu'elle la traverse, où qu'elle la desserve. Elle touche l'environnement, au sens étymologique, donc des écosystèmes définis par leurs composants : eau, air, faune, flore, sol et sous-sol. Les exigences sociales ont peu à peu forgé des outils législatifs et réglementaires qui encadrent ces domaines. La route touche aussi les zones urbaines. Une nouvelle infrastructure modifiera également le développement urbain, mais aussi le développement économique d'un territoire.
Il y a lieu tout d'abord de définir la zone d'étude pertinente pour le projet routier imaginé. Le périmètre de cette zone sera à adapter aux problématiques étudiées. Un recensement des contraintes sur le périmètre en question est alors fait. Il permet d'identifier des couloirs privilégiés en fonction des objectifs du projet attendu au regard de l'ensemble des contraintes.

### Études d'avant-projet
À ce niveau d'étude, les objectifs principaux sont :
- préciser et justifier les fonctions locales de l'aménagement ;
- étudier les choix possibles de tracés ;
- définir et comparer les inconvénients et avantages de différents tracés (dits « variantes ») et modes de transports, au regard de l'intérêt public et général, de la demande en transport et des objectifs de l'aménagement et donc aussi au regard des contraintes économiques, sociales et environnementales à prendre en compte, ainsi - dans certains pays - que du point de vue des effets sur la santé (Cf. Loi sur l'air, en France) ;
- choisir une variante et des mesures conservatoires et compensatoires qui doivent être fonctionnelles et proportionnées, pour notamment diminuer la fragmentation écopaysagère et l'effet du « roadkill », des nuisances et pollutions induites par la route ;
- définir son coût d'objectif.

L'échelle de précision permet encore de déplacer le tracé à l'intérieur d'un fuseau, pour les projets importants on parle en France de « bande des 300 m ».
Il sera alors possible à ce stade de préparer, sur la base d'un dossier incluant une expertise écologique, l'enquête publique, imposée par la loi dans de nombreux pays, et en France conduite sous l'autorité d'un préfet par un commissaire enquêteur.

### Concertation avec le public
Le principe de participation résulte d’une part d'une prise de conscience des conséquences de certains projets d’aménagement ou d’équipement sur l’environnement et d’autre part d’une évolution dans la conception du principe de concertation préalable à la réalisation des projets d’aménagement du territoire. Il remonte au début des années 80 puis fait l’objet d’une large réflexion dans les années 1990 qui aboutit au développement de la concertation plus en amont de la décision. Parallèlement au niveau européen et mondial des mesures participent à ce mouvement de prise en compte de l’environnement et de la concertation dans l’élaboration des projets. Ainsi, au cours des années 1990-2000, des dispositions législatives inscrivent le principe de participation dans le système juridique français.
Pour les grands projets,  une Commission nationale du débat public en application de la loi de « Barnier » du 2 février 1995.
Le code de l'urbanisme et la loi SRU ont consacré le recours à la concertation avec le public. Même lorsqu'elle n'est pas obligatoire, il y a tout intérêt à la mettre en œuvre. Cet exercice n'est pas encore naturel pour les maîtres d'œuvre publics, il l'est plus pour les maîtres d'ouvrage public. 
Cette concertation peut être mise en œuvre à plusieurs niveaux. Dès les études préliminaires, elle permettra de faire émerger des paramètres de l'environnement qui auraient pu ne pas être détectés. Au stade de l'avant-projet, la concertation va permettre de recueillir l'avis de la population sur chaque variante, mais aussi les remarques et aussi les pistes d'améliorations. Le bilan de la concertation guidera le maître d'ouvrage pour le choix de la solution qui sera retenue. Elle peut prendre plusieurs formes : exposition, plaquettes, réunions. Elle a pour but de réduire la distance qui existe entre les concepteurs et les riverains à qui s'imposera ce projet. Elle permet de faire disparaître les zones d'ombre, les imprécisions pour le public. Elle permet aussi aux maîtres d'ouvrage et d'œuvre d'intégrer des préoccupations qui n'avaient pas été envisagées.
L'exercice de la concertation met en évidence clairement l'évolution du métier de technicien au sens large. Ce dernier ne doit pas être seulement capable de concevoir un projet, comme simple objet technique, mais il doit savoir le justifier par rapport à son environnement et à une problématique d'aménagement spatial. Il doit ainsi intégrer des compétences économiques, sociologiques, environnementales, autant qu'une véritable capacité de communication.

### Enquête publique et déclaration d'utilité publique

#### Dossier
Le dossier d'enquête publique, qu'il soit préalable ou non à la déclaration d'utilité publique, est établi à partir des études d'avant-projet sommaire. Il comporte une pièce essentielle : « l'étude d'impact » selon la dénomination officielle, qui est réalisée sur les bases des études d'environnement. Pour les projets de grande importance, le dossier comprend en outre, une étude socio-économique. C'est la loi d'orientation sur les transports intérieurs qui a défini cette obligation.

#### Procédure d'enquête
En France, il existe plusieurs types d’enquêtes. De manière synthétique, on pourra retenir la classification suivante :
- le projet nécessite une acquisition foncière par voie d’expropriation : 
  1. Le projet ne relève pas de la loi N° 83-630 du 12 juillet 1983, il s’agit alors d’une procédure d’enquête publique de droit commun
  2. Le projet ne relève pas de la loi N° 83-630 du 12 juillet 1983, il s’agit alors d’une procédure spécifique d’enquête publique (définie par les articles R11-14-1 à R11-14-15 et R11-15 à R11-18 du code de l’expropriation)
- le projet ne nécessite pas d’acquisition foncière :

C’est alors la loi N° 83-630 du 12 juillet 1983 relative à la démocratisation des enquêtes publiques et à la protection de l’environnement, dite « loi Bouchardeau »,' qui s’applique. la procédure est définie dans le décret 85-453 du 23 avril 1985.
Le maître d'ouvrage saisit le préfet qui prend alors l'arrêté de mise à l'enquête publique du projet. Le tribunal administratif complète la démarche en nommant un commissaire enquêteur ou une commission d'enquête si le projet le justifie.
Dès que le principe de mise à l'enquête est arrêté, le maître d'ouvrage est chargé des mesures de publicité de cette enquête. Des articles doivent être publiés aux rubriques annonces légales de journaux de presse quotidienne régionale, des panneaux doivent indiquer, en périphérie de l'emprise du projet, les dates heures et lieux où le dossier d'enquête sera consultable, ainsi que les horaires de permanence du commissaire enquêteur.
L'enquête publique durera au moins un mois. Au cours de cette période, le public peut porter toute remarque, interrogation, contradiction qu'il jugera pertinent par rapport au projet. Le commissaire enquêteur peut recevoir le public et porter lui-même les remarques du public.
À l'issue de cette enquête, où il peut être amené à interroger le maître d'ouvrage, le commissaire enquêteur établira son rapport, à l'intérieur duquel, il pourra faire porter ses remarques, ses interrogations. En conclusion, il donnera son avis sur le projet.
Ce rapport et cet avis seront transmis au préfet. Ce dernier décidera alors du caractère d'utilité publique ou non du projet.
Cette phase de la procédure est la plus délicate juridiquement du projet. En effet elle se conclut par un acte administratif, qui comme tel, est attaquable devant une juridiction administrative : tribunal ou conseil d'État.

#### Recours
Les aspects sur lesquels peuvent porter un recours, touchent aussi bien au fond qu'à la forme. Sur le fond, il s'agit aussi bien de la réponse que le projet apporte à la problématique développée, que de la prise en compte des contraintes ainsi que des mesures compensatoires.
Sur la forme, il s'agit des respects des procédures, des délais, des mesures de publicité....
Le juge peut alors annuler la déclaration d'utilité publique et la procédure doit alors être recommencée, après les éventuels compléments d'étude. Les acquisitions foncières sont alors bloquées en ce qui concerne les procédures d'expropriation. Si des travaux avaient été commencés sur des parcelles que le maître d'ouvrage avait acquis à l'amiable il peut être condamné à remettre les terrains en état.
A contrario, les recours devant une juridiction européenne ne sont pas suspensifs de travaux si le motif n'est pas lié à une dégradation du milieu naturel, mais à la privation de la jouissance du bien.
Ce type de recours est de plus en plus courant. Les particuliers et les associations s'entourent de conseillers juridiques qui analysent en détail le respect des procédures. La seule contrainte pour les requérants est l’intérêt à agir.

### Études de projet
Dès que le projet est déclaré d'utilité publique, les études précises pourront alors être lancées. Le tracé sera alors défini précisément, ainsi que l'ensemble de détail de construction.
Parallèlement, l'ensemble des autres enquêtes sera lancé:
- l'enquête parcellaire : elle permettra de connaître précisément les propriétaires de chaque parcelle touchée par le projet. C'est sur sa base que les acquisitions ou le cas échéant, les expropriations auront lieu. Cette enquête peut aussi être réalisée en simultanéité avec l'enquête publique.
- l'enquête loi sur l'eau, si le projet doit faire l'objet d'une autorisation au titre de la loi sur l'eau.
- les éventuelles enquêtes publiques liées à la mise en compatibilité des documents d'urbanisme (SCOT ou PLU). En effet l'infrastructure peut être contraire voire interdite par les documents d'urbanisme. Dans ce cas, c'est le document d'urbanisme qui s'adapte.

### Les consultations
Une fois le projet parfaitement défini, il y a lieu de passer à son exécution. Le maître d'ouvrage étant public pour le sujet qui nous intéresse, il est astreint au code des marchés publics. Le maître d'oeuvre établi alors un dossier de consultation. Ce document contiendra tous les éléments techniques qui définiront le projet à réaliser, les référentiels et les normes techniques à prendre en compte. Il définira les conditions économiques et réglementaires de réalisation avec en particulier les modes de rémunération. Le DCE définira les conditions de mise en concurrence, les critères de jugement des offres. À ce stade, les procédures utilisables sont multiples. Elles répondent à des problématiques différentes.
En voici quelques-unes :
- l'appel d'offres ouvert, la plus connue : Dans ce cas toutes les entreprises peuvent soumettre une offre au maître d'ouvrage.

- l'appel de candidatures : le maître d'ouvrage annonce l'aménagement à réaliser avec ses caractéristiques générales. Il retient ensuite les candidats qui à partir de référence d'opérations équivalentes et en fonction de critères qualitatifs préalablement définis, qui lui semblent le plus à même de réaliser l'aménagement. Des dossiers de consultation sont alors adressés aux candidats retenus. Leurs offres sont alors analysées comme pour un appel d'offres ouvert.

Dans les deux cas, l'appel d'offres peut être lancé avec ou sans variante. Ainsi dans le cadre des variantes, les caractéristiques techniques ne sont pas figées, les candidats peuvent proposer des solutions. Il existe des formes d'appel d'offres plus incitatives à la créativité des entreprises:
- l'appel d'offres sur performance, c'est une forme de variante élargie.

Le candidat apporte une réponse à un problème défini par le maître d'ouvrage
- le marché de conception-réalisation : le candidat retenu étudiera le projet et le réalisera pour un prix défini au stade de l'appel d'offres.

À l'issue des procédures de mise en concurrence, un candidat est retenu, son offre est le contrat qui le liera avec le maître d’ouvrage.

### Exécution des marchés
Le marché public est un contrat qui lie le maître d'ouvrage avec l'entreprise retenue. Les deux parties auront à partir de ce moment la charge, chacune en ce qui la concerne, d'exécuter le contrat. L'entreprise pour réaliser les travaux et le maître d'ouvrage pour rémunérer l'entreprise. L'évolution du contexte économique a modifié les conditions de réalisations des travaux. La tendance affirmée depuis plusieurs années est une exécution à la lettre du contrat, sur le mode anglo-saxon.
Il arrive souvent pour des marchés de travaux importants, que les candidats aient étudié très finement le DCE pour en déterminer les faiblesses ou les erreurs. Leur offre est alors basée sur la valorisation du DCE en l'état. En cours d'exécution toute modification du projet et donc des prestations à réaliser, doit alors se traduire par une modification du contrat.
Le code des marchés publics le permet au travers des avenants en particulier. Le maître d'œuvre est chargé, pour le compte du maître d'ouvrage, de veiller à la bonne exécution du marché. Il dispose d'un arsenal juridique contraignant pour l'entreprise au travers du CCAG travaux..
Les contentieux qui peuvent opposer maître d'ouvrage et entreprises peuvent être réglés à l'amiable ou devant un tribunal administratif.